# Shinee World 2013
Shinee World 2013 (promovida como JAPAN ARENA TOUR SHINee WORLD 2013 ~ Boys Meet U ~) é a segunda turnê japonesa da boy band sul-coreana, SHINee para promover o seu segundo álbum de estúdio em japonês, Boys Meet U. A turnê começou em Saitama em 28 de junho de 2013 e terminará em Nagoya no dia 11 de dezembro de 2013, com um total provisório de 13 shows em oito cidades.

## Set list
1. "Stranger" (versão japonesa)
2. "Juliette" (versão japonesa)
3. "Seesaw"
4. "Replay - Kimi wa Boku no Everything"
5. "Lucifer" (versão japonesa)
6. "I'm With U"
7. "Keeping Love Again"
8. (talk)
9. "Sunny Day Hero" (canção inédita)
10. "Beautiful"
11. "Why So Serious?"
12. "Password"
13. "Kiss Yo"
14. "Start"
15. "Dazzling Girl"
16. "Hello" (versão japonesa)
17. "Fire"
18. "Moon River Waltz"
19. "The World Where You Exist"
20. "Dream Girl" (versão japonesa)
21. "To Your Heart"
22. "Burning Up!"
23. "Amigo" (versão japonesa)
24. "Breaking News"
25. "For 1000 Years, Always Be By My Side..."
26. "Kiss Kiss Kiss" *
27. "The Shinee World" (versão japonesa) *
28. "Run With Me" *
29. "Sherlock" (versão japonesa) *
30. "Boys Meet U" (canção inédita) *

* - Encore stage

## Datas
| Data                   | Cidade    | País  | Local                 |
| ---------------------- | --------- | ----- | --------------------- |
| 28 de junho de 2013    | Saitama   | Japão | Saitama Super Arena   |
| 29 de junho de 2013    | Saitama   | Japão | Saitama Super Arena   |
| 30 de junho de 2013    | Saitama   | Japão | Saitama Super Arena   |
| 6 de julho de 2013     | Osaka     | Japão | Osaka Jo-Hall         |
| 7 de julho de 2013     | Osaka     | Japão | Osaka Jo-Hall         |
| 13 de julho de 2013    | Niigata   | Japão | Toki Messe            |
| 3 de agosto de 2013    | Sapporo   | Japão | Makomanai Ice Arena   |
| 17 de agosto de 2013   | Kobe      | Japão | World Memorial Hall   |
| 18 de agosto de 2013   | Kobe      | Japão | World Memorial Hall   |
| 11 de setembro de 2013 | Hiroshima | Japão | Hiroshima Green Arena |
| 25 de novembro de 2013 | Fukuoka   | Japão | Marine Messe Fukuoka  |
| 10 de dezembro de 2013 | Nagoya    | Japão | Nippon Gaishi Hall    |
| 11 de dezembro de 2013 | Nagoya    | Japão | Nippon Gaishi Hall    |